# راه کارلیتو (رمان)
راه کارلیتو (انگلیسی: Carlito's Way) رمانی از ادوین توره است که بر اساس آن فیلم راه کارلیتو (۱۹۹۳) ساخته شد. این رمان در سال ۱۹۷۵ چاپ شد و بعد از موفقیت فیلم چندین‌بار مورد تجدید چاپ قرار گرفت.

## کارلیتو بریگانته
توره که قاضی دیوان عالی نیویورک بوده‌است، گفته که شخصیت کارلیتو بریگانته را براساس مجرمانی می‌شناخته، ساخته‌است. کاراکتر بریگانته متولد دهه ۱۹۳۰ در هارلم ایتالیایی است و در دهه ۱۹۷۰ به دلیل قاچاق مواد مخدر به سی سال حبس محکوم می‌شود. اما بعد از پنج سال عفو می‌شود.